# 강남영상미디어고등학교
강남영상미디어고등학교(江南映像미디어高等學校)는 대한민국 인천광역시 강화군 길상면 온수리에 있는 공립 고등학교이다.

## 학교 연혁
- 1974년 1월 5일 : 강남고등학교 설립 인가(6학급)
- 1974년 3월 5일 : 제1회 입학식(2학급 120명)
- 1977년 12월 2일 : 강남종합고등학교로 교명 변경, 학칙변경 9학급(보통과2, 상업과1) 인가
- 1994년 12월 31일 : 전자과 실습실(4실) 신ㆍ증축
- 2001년 1월 19일 : 교육인적자원부지정 자율학교 시범운영(2001학년도부터 6년)
- 2004년 3월 1일 : 강남고등학교로 교명 변경
- 2008년 8월 4일 : 인천광역시교육청 특성화고등학교 지정(영상미디어과 3학급)
- 2009년 11월 2일 : 강남영상미디어고등학교로 교명 변경
- 2020년 2월 3일 : 제44회 77명 졸업(총 5,077명)
- 2023년 3월 1일 : 제21대 음일수 교장 취임
- 2023년 12월 29일 : 제48회 47명 졸업
- 2024년 3월 4일 : 신입생 67명 입학

## 설치 학과
- 영상미디어과

## 참고 자료
- 강남영상미디어고등학교 - 한국교육학술정보원 학교알리미